# Canhotinho
Canhotinho é um município brasileiro do estado de Pernambuco.

## História
O município instalou-se em terras pertencentes ao sr. Antônio Vieira de Melo, herdeiro de sesmaria doada ao seu pai, que tentou explorá-la desde 1690. Entretanto, os combates ao Quilombo dos Palmares retardaram o povoamento. Somente no fim do século XVIII e início do século XIX iniciou-se a colonização. Uma capela a São Sebastião foi construída no local pelo fazendeiro José das Neves Camelo em fins do século XVIII. Em 1850 iniciou-se a feira na região. Em 1885 foi inaugurada a Estrada de Ferro do São Francisco, consolidando o núcleo de povoamento local.
Segundo a tradição, o nome da cidade provém da existência de dois irmãos. Para diferenciá-los,  o mais baixo ficou sendo chamado pelo apelido de Canhotinho e o outro, Canhoto. Para homenagear os seus primeiros moradores, o povoado ficou conhecido como Canhotinho e o rio que corta a cidade recebeu o nome de Canhoto.
Entretanto, o historiador Costa Porto observa uma referência ao rio Canhoto de 1791, por isso o primeiro povoado foi denominado Povoação da Volta (do rio), posteriormente Volta do Canhoto, e em fins do século XIX, Canhotinho.
A freguesia de Canhotinho foi criada pela Lei Provincial de nº 1.706, datada de 1 de julho de 1882. Poucos anos depois sua sede foi elevada à categoria de comarca por Decreto Estadual nº21, de 2 de outubro de 1890 quando foi desmembrado do Município de São Bento do Una.
A sua categoria de cidade foi efetivada a Lei Estadual de nº607, de 14 de maio de 1903. Constitui-se em município autônomo em 23 de Janeiro de 1893.

## Geografia
Localiza-se a uma latitude 08º52'56" sul e a uma longitude 36º11'28" oeste, estando a uma altitude de 520 metros. Sua população estimada em 2008 era de 24.874 habitantes.
O município está incluído na área geográfica de abrangência do semiárido brasileiro, definida pelo Ministério da Integração Nacional em 2005. Esta delimitação tem como critérios o índice pluviométrico inferior a 800 mm, o índice de aridez até 0,5 e o risco de seca maior que 60%.
O relevo do município faz parte das Superfícies Retrabalhadas, sendo bastante dissecado e com vales profundos que compõem os morros que antecedem o Planalto da Borborema.
A vegetação é predominantemente floresta subperenifólia, com partes de floresta hipoxerófila.
O município está inserido nos domínios da bacia hidrográfica do rio Mundaú, tendo como seus principais cursos hidrográficos os rios Canhoto e Inhaúma além dos riachos da Casinha, das Paixões, do Esporão, Riachão e Sto. Inácio, todos de regime intermitente. Conta ainda com os açudes do Espeto e Brejo da Cinza.

## Economia
Canhotinho tem como atividade predominante a agropecuária. O rebanho de bovinos e a criação de aves se destacam na pecúaria do Município. Na agricultura, os principais produtos são: mandioca, batata-doce, milho, castanha de caju, manga, feijão, banana, melancia, leite e gado de corte.
O município de Canhotinho faz parte da região de desenvolvimento do Agreste Meridional, localiza-se na Mesorregião do Agreste Pernambucano, possui uma área de 423 km², representando 2,55% da região.

## Turismo
Canhotinho está localizado no Agreste Meridional Pernambucano e tem como principal atração turística a festa de São Sebastião, porém sua padroeira é Nossa Senhora da Conceição. A devoção a São Sebastião vem de um tempo que estava ocorrendo uma peste na região de Canhotinho matando muita gente, então a população prometeu a São Sebastião que fariam festejos em sua homenagem se ele os ajudasse. Assim foi feito, a peste teve o seu fim e até hoje existe a festa de São Sebastião em Canhotinho. O evento tem duração de dez dias e ocorre no período de 24 de janeiro a 2 de fevereiro, tendo como principal noite a de 1 de fevereiro. Reúne milhares de pessoas de cidades vizinhas e de diversos lugares do Brasil. São realizadas missas e procissões, além do lado profano, com feiras onde são encontradas comidas típicas, mostra do artesanato local e apresentações de shows artísticos. A cidade tem uma das festas de São Sebastião mais animadas da região. Também tem Circuito Pernambucano de Jeep-Cross e Moto-Cross, Carnaval, São João etc.

## Filhos ilustres
- Beatriz Lyra, atriz que já participou de várias novelas da Rede Globo e de outras emissoras;
- Eraldo Gueiros Leite, Governador de Pernambuco, Ministro do Superior Tribunal Militar;
- José Antônio da Costa Porto, advogado, jornalista, historiador, deputado federal e ministro da Agricultura;
- Sávio José de Amorim Santos, jurista que ganhou destaque no Estado do Pará, como juiz de direito;
- Valdiram Caetano de Morais, ex-jogador de Vasco da Gama e Belenenses.